# Liamere
Liamere je dvočlanska ljubljanska glasbena skupina, ki izvaja elektronsko glasbo. Sestavljata jo Kaja Skrbinšek, ki deluje pod umetniškim imenom Malidah, in Andi Koglot, ki deluje pod umetniškim imenom two round robins. Njuno glasbo bi se dalo opisati kot mešanica trip hopa, 2-step garagea, future garagea in ambientalne glasbe.
Novembra 2015 sta izdala studijski album z naslovom Liamere, ki ob izidu ni bil zelo opažen, a je bil ob koncu leta v reviji Hrupmag album izbran za 10. najboljši domači album leta.
Pri MMC RTV-SLO so zmotno poročali, da je skupina že pred koncem leta 2017 razpadla. To se je izkazalo za neresnično, saj je januarja 2018 izšel nov singl z naslovom "Manitoba", dober teden za tem pa EP z naslovom Provinces.
Oktobra 2023 sta Liamere izdala skladbo Settle Down, ki združuje elemente soul glasbe in sodobnega lo-fi zvoka. Glasbeni video, ki spremlja skladbo, združuje londonsko urbano estetiko z AI-generiranimi podobami.
Po izidu skladbe sta Liamere začela nastopati v razširjeni zasedbi, ki vključuje Klemna Tehovnika (kitara), Anžeta Kneza (bobni) in Margarito Ulokino (klaviature/violina), medtem ko Anej Kočevar ostaja basist.
Novembra 2024 je sledil singel Prospects, ki vključuje alt saksofon Primoža Fleischmana. Ta skladba je napovedala izid albuma Re-. Ob tej priložnosti je bil predstavljen tudi singel Memory Gazer, katerega dvojec opisuje kot dream-pop balada z introspektivnim besedilom in ambientalnimi aranžmaji.

## Diskografija
Studijski albumi
- Liamere (2015)
- Re - (2025)

EP-ji
- Provinces (2018)